# Église Saint-Vincent de Vilalta
Pour les articles homonymes, voir église Saint-Vincent.
L'église Saint-Vincent de Vilalta est une chapelle romane désaffectée située au hameau de Mas Vilalta, à Targasonne, dans le département français des Pyrénées-Orientales.

## Architecture

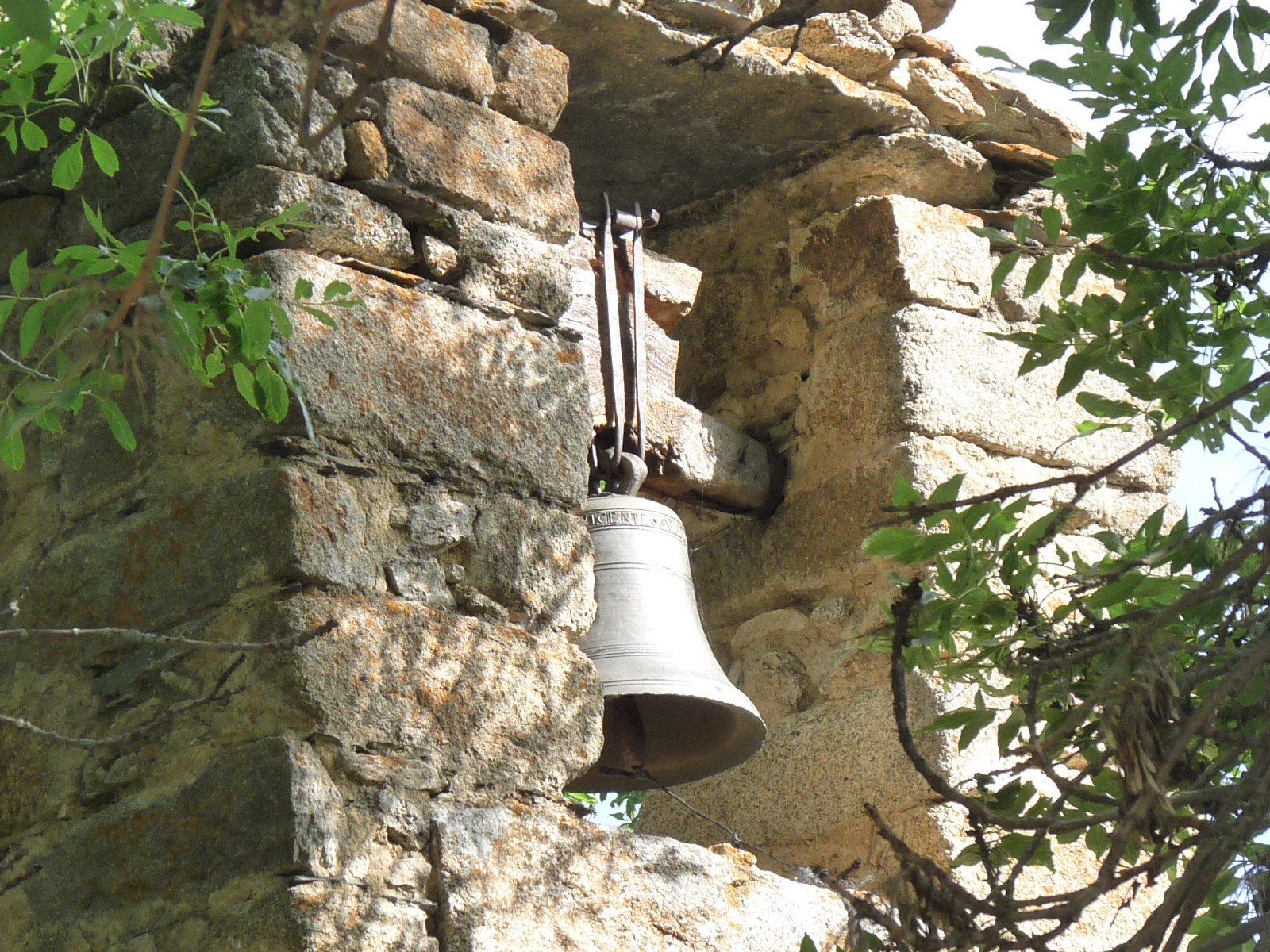
La cloche gravée "Vicente..."